# Първа Митридатова война
Първата Митридатова война (88 или 89 – 85 пр.н.е.) е първата война от трите Митридатови войни, водени между Римската република и Митридат VI, царя на Понтийското царство завършила с победа на Рим. Води се на територията на Мала Азия, Ахая, Егейско море и Македония.
Понт е елинизиран през началото на 1 век пр.н.е. Митридат VI има добри отношения с гърците в Мала Азия. Той отправя апел към жителите на римската провинция Азия (западна Мала Азия) да се надигнат против данъчните и управленските служители. В Ефес са убити 80 000 римляни в т.нар. Vesper von Ephesos.
Консулът Сула командва пет римски легиона и тръгва от Рим през Гърция в Азия при Митридат VI. След дълга обсада превзема Атина, побеждава през 86 пр.н.е. войската на Митридат VI с генерал Архелай и Аристион при Херонея и 85 пр.н.е. при Орхомен, и тръгва към Азия. На римляните помагат царство Кападокия, царство Витиния и Родос.
Сула сключва през 85 пр.н.е. мирен договор с Митридат VI в Дардан. Митридат VI остава цар само на Понт и трябва да предаде флотата си от около 80 военни кораба и да плати 3000 таланта.
След това Сула бързо се връща в Рим и прекратява управлението на популарите.
През 83 г. пр.н.е. започва втората Митридатова война (до 81 г. пр.н.е.).

## Преди войната
След като сяда на престола на понтийското царство Митридат VI се фокусира върху разширяването на кралството си. Съседите му обаче са държави, верни на Римската империя, и експанзия за тяхна сметка би довела до неизбежен конфликт с Рим. След като успешно добавя повечето от крайбрежната територия на Черно море, той насочва вниманието си към Анадола и в частност царство Кападокия, където сестра му Лаодика е кралица. Доведеният му брат, Ариарат VI е убит от Гордио (местен аристократ, съюзник на Митридат), оставяйки кралството в ръцете на Лаодика, която управлява като регент на сина си.
Лаодика сключва брак с Никомед III от Витиния, чиято страна е традиционен противник на Понтийците. Никомед навлиза в Кападокия и Митридат отвръща, като на свой ред започва настъпление и го кара да се оттегли, обявявайки се за закрилник на кралството на племенника си. Когато Ариарат отказва да приеме Гордио обратно, Митридат напада Кападокия и убива Ариарат. След това поставя на трона своя син, също наречен Ариарат, под протекцията на Гордио.
Никомед се явява пред римския Сенат, който отсъжда Митридат да бъде премахнат от Кападокия и Никомед да напусне Пафлагония и назначава Ариобарзан I за цар на Кападокия. Митридат подканва доведения си син Тигран II да нападне Кападокия и да премахне Ариобарзан от престола.

## Аквилийска кампания (90 – 89 пр. Хр.)
В късното лято на 90 г. пр.н.е. Сенатът изпраща на изток Маний Аквилий, за да върне Никомед и Ариобарзан на власт в царствата им. Сенатът също така изпраща инструкции на Касиус, „командващия Азия за Пергамон, който има малка армия“.
Малката армия на Касиус от между половин и цял легион вероятно е била стандарт за гарнизон в мирно време (5 до 10 кохорти) и няколко помощни войски – със сигурност ненаброяваща повече от 5000 войника. Аквилийската кампания скоро я подсилва с голям брой галатийски и фригийски помощни войски и се отправя на мисията да възстанови властта в двете кралства. Митридат, ядосан на римляните, отказва да съдейства, но също така не оказва и съпротива, и двата кралски престола са върнати на предишните им владетели без битка през есента на 90 г. пр.н.е.
След като целта им е постигната, Аквилийската войска трябвало да се прибере през зимата. Вместо това без съмнение под предлога, че държи Митридат под наблюдение, започва работата по скритите инструкции на Мариус към Аквилий да провокира Понтийския крал към война. Тази стратегия е смятана за много рискована и дори безразсъдна, при положение, че изходът от Съюзническа война (91 – 88 пр.н.е.) още не бил ясен.
Двамата крале, особено Никомед, взимат големи заеми в Рим, за да могат, чрез подкуп да си подсигурят сенатската подкрепа за връщането им на власт (това решение би трябвало да е ясно, с оглед на дългосрочната политика в региона, но изглежда по това време Сенатът не предприемал никакви външнополитически действия, без предварителни плащания от чужденците, които имали полза от римската намеса). Аквилийските съветници включвали представители на заемодателите. С помощта му сега те увещавали двамата крале да нападнат понтийското кралство, за да осигурят средства, с които да изплатят задълженията си. Страхувайки се от силата на Митридат (и вероятно осъзнавайки, че Сенатът не е издавал такива заповеди), двамата крале възразяват. Но кредиторите на Никомед продължили натиска си, докато накрая той не се съгласил.
Вероятно към края на есента през 90 г. пр.н.е. Никомед си връща контрола над тракийския босфор и в новия плавателен сезон (от средата на март 89 г. пр.н.е.) предотвратил излизането на понтийските кораби.
Към средата на пролетта Никомед напада древните земи на Митридатската династия, настъпвайки на изток до Амастрис без да срещне съпротива. Митридат дълго време се подготвя да предизвика римската власт и сега това време идва. Като финален знак на симпатия, той не оказва никаква съпротива на витинското нападение в Анадола, предпочитайки да изглежда като несправедливо наранен от марионетките и представителите на Рим. Витиняните се върнали вкъщи с множество заграбени богатства – вероятно нужни на Никомед, за да изплати дълга си.
След нападението Митридат изпраща вестоносеца си Пелопидий при римското командване, за да направи оплакване. По същото време Митридат продължил военните си приготовления, доверявайки се особено на съюза си с Тигран II, въпреки че по-далечната връзка с Партия сега била безполезна, заради убийството на партския крал Митридат от съперника му Санатрук, нападнал от изток през лятото на 91 г. пр.н.е. Сериозен вътрешен конфликт се разразява между Санатрук и най-големия син на партския крал и наследник на трона, Готариз I. Впоследствие партският вътрешен конфликт ще погълне цялото внимание и на Тигран II, но на този етап това още не било известно на никоя от страните. Понтийският крал също така използва специално подготвени мрежи за подкрепа и набиране на хора сред траките и скитите, и отправял призиви за подкрепа и съюз към кралете на Сирия и Крит.
Понтийският пратеник Пелопид игнорирал факта, че Авквилий и хората му стоели зад витинската атака. Вместо това разпространявал пропаганда за римската ненавист към Митридат и призовал Рим, като съюзник и приятел, да накаже витинския агресор. Витинските пратеници отговорили първи, позовавайки се на понтийската агресия срещу тях и сегашния им владетел, тревожните понтийски военни приготовления и съюзите – от Армения до Тракия – докато преговорите с Птоломейското царство и Селевкидската империя все още течали. Такива мащабни подготовки, настоявали витинците, целели не Витиния, а самия Рим. Пелопид отвърнал, съгласявайки се да забрави взаимните неразбирателства и да признае всяка римска Acta diurna на изток. Въпреки това той настоява, че нещо трябва да бъде направено за последния витински акт на агресия. Той още веднъж призовал Рим да спази споразумението и да помогне на Митридат да накаже извършителите на нападението или поне да не се намесва, когато той сам предприеме такова действие.
Заради уменията на Пелопид в представянето на случая, опитът на Митридат да злепостави римските представители бил успешен. Те изслушали и двете страни и били смутени от очевидната несправедливост, извършена към формален приятел и съюзник. След дълго отлагане накрая е взето публично приемливо решение: римляните не желаят вреда на съюзника си Митридат, но и не могат да позволят да се води война срещу Никомед, защото това би било във вреда на техните интереси. Пелопид се надявал да изтълкува този неясен отговор по някакъв начин, но бил отпратен.

## Понтийска реокупация на Кападокия (89 пр. Хр.)
Митридат знаел достатъчно за функционирането на римската политическа система, за да търси решение в Сената. Вместо това той решил да действа на базата на скорошното нахлуване в земите му. След завръщането на Пелопид, изпратил сина си Ариарт в Кападокия със силна армия. Окупацията през лятото на 89 пр. Хр. е бърза и още веднъж (за четвърти път), Ариобарзан е отстранен от власт. Тази стъпка нарушава разпорежданията на сената, както и сключения договор и е стратегически ход към сериозен конфликт с римляните: за разлика от Никомед, Ариобарзан не е направил нищо за да провокира отсрещната страна. По този начин ситуацията се превръща в де факто обявяване на война.
Главният източник от древността Апиан, твърди, че на този етап и двете страни започнали да събират големи армии, подготвайки се за решителна битка. Понтийска делегация е изпратена в Рим, а събирането на анадолските войски отнема останалата част от годината.
Сведенията за началото на войната, показват че Аквилий предприема бързи действия и е решен да я започне преди Понтийската делегация да се завърне (въпреки че шансовете за успех са минимални, след реокупацията на Кападокия възможността оставала след бедствените поражения в съюзническите войни Сенатът да предпочете да сключи споразумение и да изпрати нов легат на мястото на провокативния Аквилий). Инструкциите на Гай Марий към Аквилий вероятно са да се стреми към предизвикването на война, поставайки сенаторите пред свършен факт. Така развилата се ситуация била дори по-изгодна от гледна точка на Марий поради факта, че на този етап войната била неизбежна, но началото ѝ все още предстояло, което му давало време да стигне до Азия, преди началото на сраженията. Избирането на Сула за консул е изненадващо и неочаквано.
Новините за второто отстраняване на Ариобарзан от власт стигат до Рим през септември, месец или два преди Сула да бъде избран за консул, заедно с Квинт Помпей Руф. Плутарх пише по време на встъпването му в длъжност:
| „ | Сула смяташе поста си на консул за много незначителен в сравнение с бъдещите събития. Това, което разпалваше въображението му, беше мисълта за война с Митридат. Тук въпреки това той срещна противопоставяне от страна на Марий. | “ |

Изглежда популярната позиция в Рим била, че реокупацията на Кападокия е последната стъпка и че понтийският крал трябва да бъде нападнат и свален. Дори по-важно, успокояването на положението в Италия сега освобождавало войниците нужни за войната. Консулатът на Сула бил изненадващ. Той печели публична популярност с уменията си на командир в съюзническата война и избирането му на върховния държавен пост изглежда е било решено в последния момент на късната есен през 89 пр. Хр., чрез брака му с вдовицата на починалия принцепс на Сената. Това му донесло цялото влияние на Метиланското семейство в изборите, като по същото време вече бил близък на Помпей Руф, чийто син бил женен за дъщерята на Сула, Корнелия.

## Понтийско превземане на Римска Азия и Киликия

### Убийства на римляни и италианци в Азия
Във Витиния Митридат получава радикален и странен съвет от известен гръцки философ, познат като ho misoromaios (римо-мразеца), заради крайните си позиции по отношение на римляните. Той предлага идеята, че за да се свържат общностите от римската провинция с понтийската кауза, кралят трябва да организира избиването на всички римляни в провинцията, без значение от възрастта или пола им и да предизвика участието на всички гръцки граждански власти, отървавайки се от римското управление за постоянно.
Скоро след като си осигурява контрола над провинцията през ранния април, Митридат се заема с изпълнението на плановете си. Клането е внимателно планирано и координирано, така че да изненада жертвите си във всички общности и по едно и също време. Пишейки до всички местни власти в провинцията, описвайки мерките, които трябвало да бъдат предприети, кралят им съобщава, че убийствата трябва да бъдат извършени точно един месец след датата от писмото му. Въпросната дата не е записана, но се състои около май 88 пр. Хр.
Случилото се през този ден, трайно се отразява на отношенията между римляни и елини. Според Апиян, 80 000 римляни и италианци са убити в този ден, докато Плутарх дава много по-голяма цифра.

### Митридат срещу Рим
На този етап Митридат приключил с превземането на Анадола и установил присъствието си в Гърция, където е изпратен генерал Архелай. Там той издига Аристон като диктатор в Атина.
Римляните бързо обявяват война и през 87 пр. Хр, консулът Сула пристига в Епир (западна Гърция) и се отправя към Атина. Преминавайки в Атика през Беотия Сула среща мигновеното подчинение на повечето градове там. Тези в Пелопонес скоро правят същото след победа, спомената от Павзаний. Въпреки това Атина остава вярна на Митридат, дори и след свирепа обсада през зимата на 87/6. Сула превзема Атина на 1 март 86 пр.н.е., но Архелай евакуира Пирея и стъпва в Беотия, където е победен в битката при Херонея.

## Обсада на Атина, (87 – 86 пр. Хр.)
Кампанията по обсадата на Атина е дълга и брутална. Легионите на Сула, ветерани от гражданската война, успешно обсаждат и щурмуват Атина. Скоро превземат градското пристанище Пирея, ограбвайки и разрушавайки региона, който в по-голямата си част е унищожен от пожара.
Гай Скрибоний Курион е поставен за главнокомандващ обсадата на Акропола. Минава известно време, преди Аристион и хората му да се предадат, когато запасите им от вода привършили (вероятно през късната пролет). Атина е наказана строго, като демонстрация на мъст, целяща да гарантира, че Гърция няма да вземе участие в бъдещите граждански и Митридатови войни.

## Херонейска кампания
Дори след като Сула превзел Пирея, Архелай искал да използва контрола си над морските пътища, поддържайки позиция заедно с флота си. По този начин предотвратил достигането на каквито и да било доставки на храна или материали до града на римската армия по море. До ранната пролет стратегията на Архелай нанася големи поражения на отсрещната страна. Скалистата Атика осигурявала добра защита при операции срещу голямата понтийска кавалерия, събрана в Македония. В същото време тя е неплодородна и неспособна да изхрани, не просто цялата римска армия, а дори и само населението на града.
През ранната пролет на 86 г. пр.н.е. Таксил събира повечето от войските си, изпраща съобщение на Архелай с призив да се присъедини към него и се отправя на юг от Македония към Тесалия. Архелай отказва предложението. Той бил по-висшият командир и предпочел да продължи с блокадата си на Атика. Тесалия е държана само от скромна римска наблюдателна войска под командването на легат Луций Хортензий, по-малкия брат на оратора Квинт Хортензий. Въпреки енергията и репутацията си на опитен военачалник, Хортензий не бил способен да направи много срещу огромната диспропорция в силите, срещу която бил изправен. Единственото, което му оставало, било да събере няколко тесалийски помощни войски и да се оттегли на юг.
През април 86 г. пр.н.е., с намаляващи запаси и все по-разтревожен за безопасноста на Луций Хортензий, Сула взима решението да напусне Атика и се отправя към плодородните полета на Беотия, за да нахрани армията си, като по този начин я излага и на риска от атаки на понтийската кавалерия.
В Беотия, Сула среща и побеждава Архелай в битката при Херонея. Това развитие на събитията не оставя друг избор пред Архелай, освен да отплава на север и да свърже силите си с тези на Таксил. След победата на Сула в битката при Орхомен, Гърция е върната под пълния контрол на римляните.

## Мисия на Луций Валерий Флак
Рим изпраща армия под командването на Луций Валерий Флак да задържи Сула и да се справи с Митридат. Армията на Флак минава през Македония, пресича дарданелите и присига в Азия, където много от гръцките градове се бунтуват срещу Митридат. Тези бунтове са предизвикани в немалка част от суровото му отношение към островитяните на Хиос, които са поробени по негово нареждане. Причината била, че местните задържали част от собствеността на избитите там римляни.
След пресичането на Дарданелите, Флак става жертва на заговор, оглавяван от Гай Флавий Фимбрия, който впоследствие побеждава Митридат и връща обратно Пергам под римско командване. Въпреки това липсата на морски флот, позволила на Митридат да избегне опасността по море. Адмиралът на Сула – Лукул отказал да съдейства на Фимбрия и да предотврати отплаването на Митридат. Сула и Митридат се срещнали по-късно през 85 пр. Хр. и приели споразумение, което връщало всичките му завоевания в Азия, Кападокия и Витиния на предишните им владетели, но му оставяло властта над неговото собствено кралство в замяна на голяма компенсация и заемането на 70 кораба за връщането на Сула в Рим и изправянето срещу враговете му.
След тази среща и давайки си сметка, че не може да се изправи срещу Сула, Фимбрия се самоубива със собствения си меч. Това дава възможност на Сула да се установи в Азия, което той прави с поставянето на огромни задължения върху гръцките градове там, заедно с искането да му бъдат изплатени данъците за пет години, оставяйки ги с големи задължения за дълго време напред.